# John Emery (bobbista)
John Emery (Montréal, 4 gennaio 1932 – 21 febbraio 2022) è stato un bobbista canadese.
Era fratello di Victor, a sua volta bobbista e  slittinista di alto livello.

## Biografia
Avvicinatosi alla pratica sportiva fin da piccolo, si dedicò all'atletica leggera, alla boxe ed allo sci alpino, ottenendo buoni risultati in tutte le diverse discipline, ma grazie al fratello Victor, che durante un viaggio in Europa scoprì lo sport del bob assistendo come spettatore ai Giochi olimpici di Cortina d'Ampezzo 1956, fu indirizzato verso quest'ultima specialità. Nel 1957, insieme al fratello, fondò la Laurentian Bobsleigh Association e nel 1959 prese parte ai campionati mondiali di Sankt Moritz 1959, assistito da Eugenio Monti che in quella competizione vinse l'oro nel bob a due.
Praticare questa specialità invernale in Canada, però, non era semplice come al giorno d'oggi: il Comitato Olimpico Canadese infatti rifiutava di accogliere la disciplina nella propria organizzazione e conseguentemente non presentò alcun atleta alle Olimpiadi di Squaw Valley 1960 nel bob. Per i propri allenamenti Emery fu quindi costretto a spostarsi a Lake Placid, negli Stati Uniti.
Riuscì a prendere parte ad una sola edizione dei Giochi olimpici invernali: a Innsbruck 1964, occasione in cui arrivò undicesimo nella gara del bob a due con Gordon Currie e, nonostante le sole quattro discese di pratica che il team canadese poté disputare rispetto alle altre nazionali che si allenavano da settimane sul tracciato, vinse la medaglia d'oro nel bob a quattro insieme a Peter Kirby, Douglas Anakin ed al fratello Victor.
Conclusa la carriera agonistica divenne un rinomato chirurgo plastico e una volta in pensione si trasferì a Sonoma, in California, diventando produttore vinicolo. Nonostante avesse lasciato lo sport a livello professionistico Emery non abbandonò mai la pratica sportiva, disputando diverse competizioni di grande spessore, anche in età avanzata, come la maratona di Boston nel 1979 o l'ironman triathlon alle Hawaii l'anno successivo.

## Palmarès

### Olimpiadi
- 1 medaglia:
  - 1 oro (a quattro a Innsbruck 1964).